# Tyrtée (film)
Pour plus de détails, voir Fiche technique et Distribution.
Tyrtée est un film muet français réalisé par Louis Feuillade et sorti en 1912.

## Fiche technique
- Titre : Tyrtée
- Réalisation : Louis Feuillade
- Scénario : Louis Feuillade
- Société de production : Société des Établissements L. Gaumont
- Pays de production :  France
- Langue : film muet avec les intertitres en français
- Format : Noir et blanc — 35 mm — 1,33:1 — Muet
- Métrage : 330 m
- Genre : Comédie
- Durée : 11 minutes
- Date de sortie : 
  - France : septembre 1912

## Distribution
- Renée Carl
- Luitz-Morat
- Alice Tissot
- Georges Wague